# Heshang (köpinghuvudort i Kina, Jiangxi Sheng, lat 27,87, long 116,02)
Heshang är en köpinghuvudort i Kina. Den ligger i provinsen Jiangxi, i den sydöstra delen av landet, omkring 92 kilometer söder om provinshuvudstaden Nanchang. Antalet invånare är 25 117. Befolkningen består av 11 876 kvinnor och 13 241 män. Barn under 15 år utgör 29,0 %, vuxna 15-64 år 63 %, och äldre över 65 år 7,0 %.
Runt Heshang är det ganska tätbefolkat, med 199 invånare per kvadratkilometer. Närmaste större samhälle är Xiushi, 17,4 km nordväst om Heshang. Trakten runt Heshang består till största delen av jordbruksmark.
Genomsnittlig årsnederbörd är 2 281 millimeter. Den regnigaste månaden är juni, med i genomsnitt 426 mm nederbörd, och den torraste är oktober, med 17 mm nederbörd.